# Cuevas de Mollepunco
Las Cuevas de Mollepunco son formaciones pétreas naturales en el departamento peruano de Arequipa.

## Localización
Se ubican en la jurisdicción del distrito de Callalli en la provincia arequipeña de Caylloma, a casi 3900 m s. n. m.

## Descripción
Esta formación geológica es parte de una colada volcánica cuyas dimensiones son 7 m de fondo, 4 m de ancho y 5 m de alto.